# Avtoritarnost
Avtoritarnost je oblika vladanja za katero je značilna močna centraliziranost in omejene politične svoboščine. Politologi so ustvarili številne tipologije, ki opisujejo različice avtoritarnih oblik vladavine. Avtoritarni režimi so lahko avtokratski ali oligarhični in temeljijo na vladavini stranke ali vojske.
V vplivnem delu iz leta 1964 je politolog Juan Linz avtoritarnost opredelil s štirimi karakteristikami:
- Omejen politični pluralizem z omejitvami zakonodaje, političnih strank in interesnih skupin;
- Politična legitimnost, ki temelji na pozivih na čustva, in določitvi režima kot nujno zlo za boj proti "lahko prepoznavnim družbenim težavam, kot sta nerazvitost in upor";
- Minimalna politična mobilizacija in zatiranje protirežimskih dejavnosti;
- Slabo opredeljene izvršilne pristojnosti, pogosto nejasne in spreminjajoče, kar razširja moč izvršilne oblasti.[2][3]

Osnovna definicija avtoritarnosti je primanjkovanje svobodnih in konkurenčnih neposrednih volitev v zakonodajne organe in/ali svobodnih in konkurenčnih neposrednih ali posrednih volitev izvršnih organov. Širša definicija je, da so avtoritarne države tiste, ki nimajo državljanskih svoboščin, kot je svoboda vere, ali države, v katerih se vlada in opozicija ne zamenjata na oblasti vsaj enkrat po svobodnih volitvah. Avtoritarne države lahko vsebujejo imensko demokratične institucije, kot so politične stranke, zakonodaja in volitve, vendar vlada skozi njih le poglablja avtoritarno moč. Od leta 1946 se je delež avtoritarnih držav v mednarodnem političnem sistemu povečeval do sredine 70. let dvajsetega stoletja, nato pa naprej do leta 2000 zmanjšal.